# Live & Hilarious
| Críticas profissionais | Críticas profissionais |
| Avaliações da crítica  | Avaliações da crítica  |
| Fonte                  | Avaliação              |
| ---------------------- | ---------------------- |
| Allmusic               | [ 1 ]                  |

Live & Hilarious é um álbum de stand-up comedy do humorista e apresentador de televisão estadunidense Don Jamieson.
O álbum, lançado em 26 de Abril de 2011 com o selo Metal Blade Records, atingiu o Top 20 do iTunes e o Top 10 da Billboard (comedy charts).

## Faixas
01.Intro - 1:29	
	
02.Barking Like a Dog - 0:58	
	
03.Metal, Music, Masturbation - 4:25	
	
04.Japanese & Mexicans - 2:46	
	
05.Muslims - 1:51	
	
06.Car Bomber - 3:12	
	
07.Obama, Osama, Airport Security - 3:28
		
08.Drinking & Smoking Pot - 3:28
		
09.Goth Girls, Heavyweights, & Mace - 2:08
		
10.Penetration, Breasts, & Ice Cubes - 2:22
		
11.Halftime Day - 1:28	
	
12.Kids & Medicine - 1:36
		
13.Family Vacation - 3:28	
	
14.Safe Sex, Hasidic Jews, Dolphins - 1:27	
	
15.Teeth Whitener, Crocs, & Gays - 1:50	
	
16.Sexual Technique, Lost & Found - 2:08
		
17.Monopoly - 1:59	
	
18.Rape Your Face (feat. Gunfire-N-Sodomy)- 2:18	
	
19. Die Pig Die (feat. Gunfire-N-Sodomy) - 1:54

## Paradas Musicais
| Ano               | Ranking | Posição            | Dia |
| ----------------- | ------- | ------------------ | --- |
| 2011              |         |                    |     |
| Top Comedy Albums | #9      | 14 de Maio de 2011 |     |